# 미카사노미야 요코 여왕
요코 여왕(일본어: 瑶子女王, 1983년 10월 25일~)은 일본의 황족으로 미카사노미야 도모히토 친왕과 동비 노부코의 차녀이다. 다이쇼 천황의 증손녀이자 아키히토의 종질녀이다. 신위는 여왕. 경칭은 전하로 불린다. 오시루시는 별. 훈등은 훈2등 보관장. 학위는 학사(일본문화학, 가쿠슈인 여자대학).

## 가계도
| 오쿠보 도시미치 1830년-1878년 일본 초대 내무경                                       | 오쿠보 도시미치 1830년-1878년 일본 초대 내무경                                       | 오쿠보 도시미치 1830년-1878년 일본 초대 내무경                                       | 오쿠보 도시미치 1830년-1878년 일본 초대 내무경                                       | 오쿠보 도시미치 1830년-1878년 일본 초대 내무경                                       | 오쿠보 도시미치 1830년-1878년 일본 초대 내무경                                       |        |        | 미시마 미치쓰네 1835년-1885년 사쓰마번 무사·일본 내무성 관료                     | 미시마 미치쓰네 1835년-1885년 사쓰마번 무사·일본 내무성 관료                     | 미시마 미치쓰네 1835년-1885년 사쓰마번 무사·일본 내무성 관료                     | 미시마 미치쓰네 1835년-1885년 사쓰마번 무사·일본 내무성 관료                     | 미시마 미치쓰네 1835년-1885년 사쓰마번 무사·일본 내무성 관료                     | 미시마 미치쓰네 1835년-1885년 사쓰마번 무사·일본 내무성 관료                     |                                                                                 |                                                                                 |                                                                                 |                                                                                 |                                            |                                            | | | | | | |        |        |                                                    |                                                    |                                                    |                                                    |                                                    |                                                    |                                                 |                                                 |                                                 |                                                 |
| 오쿠보 도시미치 1830년-1878년 일본 초대 내무경                                       | 오쿠보 도시미치 1830년-1878년 일본 초대 내무경                                       | 오쿠보 도시미치 1830년-1878년 일본 초대 내무경                                       | 오쿠보 도시미치 1830년-1878년 일본 초대 내무경                                       | 오쿠보 도시미치 1830년-1878년 일본 초대 내무경                                       | 오쿠보 도시미치 1830년-1878년 일본 초대 내무경                                       |        |        | 미시마 미치쓰네 1835년-1885년 사쓰마번 무사·일본 내무성 관료                     | 미시마 미치쓰네 1835년-1885년 사쓰마번 무사·일본 내무성 관료                     | 미시마 미치쓰네 1835년-1885년 사쓰마번 무사·일본 내무성 관료                     | 미시마 미치쓰네 1835년-1885년 사쓰마번 무사·일본 내무성 관료                     | 미시마 미치쓰네 1835년-1885년 사쓰마번 무사·일본 내무성 관료                     | 미시마 미치쓰네 1835년-1885년 사쓰마번 무사·일본 내무성 관료                     |                                                                                 |                                                                                 |                                                                                 |                                                                                 |                                            |                                            | | | | | | |        |        |                                                    |                                                    |                                                    |                                                    |                                                    |                                                    |                                                 |                                                 |                                                 |                                                 |
| 마키노 노부아키 1861년-1949년 일본 외무대신·농상무대신·문부대신 역임                 | 마키노 노부아키 1861년-1949년 일본 외무대신·농상무대신·문부대신 역임                 | 마키노 노부아키 1861년-1949년 일본 외무대신·농상무대신·문부대신 역임                 | 마키노 노부아키 1861년-1949년 일본 외무대신·농상무대신·문부대신 역임                 | 마키노 노부아키 1861년-1949년 일본 외무대신·농상무대신·문부대신 역임                 | 마키노 노부아키 1861년-1949년 일본 외무대신·농상무대신·문부대신 역임                 |        |        | 미네코                                                                           | 미네코                                                                           | 미네코                                                                           | 미네코                                                                           | 미네코                                                                           | 미네코                                                                           |                                                                                 |                                                                                 |                                                                                 |                                                                                 |                                            |                                            | 아소 다키치 1857년-1933년 아소 상점 사장, 석탄 광업 협회 회장, 규슈 수력 전기 사장, 중의원 의원, 귀족원 고액 납세자 의원 | 아소 다키치 1857년-1933년 아소 상점 사장, 석탄 광업 협회 회장, 규슈 수력 전기 사장, 중의원 의원, 귀족원 고액 납세자 의원 | 아소 다키치 1857년-1933년 아소 상점 사장, 석탄 광업 협회 회장, 규슈 수력 전기 사장, 중의원 의원, 귀족원 고액 납세자 의원 | 아소 다키치 1857년-1933년 아소 상점 사장, 석탄 광업 협회 회장, 규슈 수력 전기 사장, 중의원 의원, 귀족원 고액 납세자 의원 | 아소 다키치 1857년-1933년 아소 상점 사장, 석탄 광업 협회 회장, 규슈 수력 전기 사장, 중의원 의원, 귀족원 고액 납세자 의원 | 아소 다키치 1857년-1933년 아소 상점 사장, 석탄 광업 협회 회장, 규슈 수력 전기 사장, 중의원 의원, 귀족원 고액 납세자 의원 |        |        |                                                    |                                                    |                                                    |                                                    |                                                    |                                                    |                                                 |                                                 |                                                 |                                                 |
| 마키노 노부아키 1861년-1949년 일본 외무대신·농상무대신·문부대신 역임                 | 마키노 노부아키 1861년-1949년 일본 외무대신·농상무대신·문부대신 역임                 | 마키노 노부아키 1861년-1949년 일본 외무대신·농상무대신·문부대신 역임                 | 마키노 노부아키 1861년-1949년 일본 외무대신·농상무대신·문부대신 역임                 | 마키노 노부아키 1861년-1949년 일본 외무대신·농상무대신·문부대신 역임                 | 마키노 노부아키 1861년-1949년 일본 외무대신·농상무대신·문부대신 역임                 |        |        | 미네코                                                                           | 미네코                                                                           | 미네코                                                                           | 미네코                                                                           | 미네코                                                                           | 미네코                                                                           |                                                                                 |                                                                                 |                                                                                 |                                                                                 |                                            |                                            | 아소 다키치 1857년-1933년 아소 상점 사장, 석탄 광업 협회 회장, 규슈 수력 전기 사장, 중의원 의원, 귀족원 고액 납세자 의원 | 아소 다키치 1857년-1933년 아소 상점 사장, 석탄 광업 협회 회장, 규슈 수력 전기 사장, 중의원 의원, 귀족원 고액 납세자 의원 | 아소 다키치 1857년-1933년 아소 상점 사장, 석탄 광업 협회 회장, 규슈 수력 전기 사장, 중의원 의원, 귀족원 고액 납세자 의원 | 아소 다키치 1857년-1933년 아소 상점 사장, 석탄 광업 협회 회장, 규슈 수력 전기 사장, 중의원 의원, 귀족원 고액 납세자 의원 | 아소 다키치 1857년-1933년 아소 상점 사장, 석탄 광업 협회 회장, 규슈 수력 전기 사장, 중의원 의원, 귀족원 고액 납세자 의원 | 아소 다키치 1857년-1933년 아소 상점 사장, 석탄 광업 협회 회장, 규슈 수력 전기 사장, 중의원 의원, 귀족원 고액 납세자 의원 |        |        |                                                    |                                                    |                                                    |                                                    |                                                    |                                                    |                                                 |                                                 |                                                 |                                                 |
|                                                                                      |                                                                                      |                                                                                      |                                                                                      |                                                                                      |                                                                                      |        |        |                                                                                  |                                                                                  |                                                                                  |                                                                                  |                                                                                  |                                                                                  |                                                                                 |                                                                                 |                                                                                 |                                                                                 |                                            |                                            | | | | | | |        |        |                                                    |                                                    |                                                    |                                                    |                                                    |                                                    |                                                 |                                                 |                                                 |                                                 |
|                                                                                      |                                                                                      |                                                                                      |                                                                                      | 유키코                                                                               | 유키코                                                                               | 유키코 | 유키코 | 유키코                                                                           | 유키코                                                                           |                                                                                  |                                                                                  | 요시다 시게루 1878년-1969년 일본 외무대신, 제45·48·49·50·51대 일본 내각총리대신  | 요시다 시게루 1878년-1969년 일본 외무대신, 제45·48·49·50·51대 일본 내각총리대신  | 요시다 시게루 1878년-1969년 일본 외무대신, 제45·48·49·50·51대 일본 내각총리대신 | 요시다 시게루 1878년-1969년 일본 외무대신, 제45·48·49·50·51대 일본 내각총리대신 | 요시다 시게루 1878년-1969년 일본 외무대신, 제45·48·49·50·51대 일본 내각총리대신 | 요시다 시게루 1878년-1969년 일본 외무대신, 제45·48·49·50·51대 일본 내각총리대신 |                                            |                                            | 아소 다로 | 아소 다로 | 아소 다로 | 아소 다로 | 아소 다로 | 아소 다로 |        |        |                                                    |                                                    |                                                    |                                                    |                                                    |                                                    |                                                 |                                                 |                                                 |                                                 |
|                                                                                      |                                                                                      |                                                                                      |                                                                                      | 유키코                                                                               | 유키코                                                                               | 유키코 | 유키코 | 유키코                                                                           | 유키코                                                                           |                                                                                  |                                                                                  | 요시다 시게루 1878년-1969년 일본 외무대신, 제45·48·49·50·51대 일본 내각총리대신  | 요시다 시게루 1878년-1969년 일본 외무대신, 제45·48·49·50·51대 일본 내각총리대신  | 요시다 시게루 1878년-1969년 일본 외무대신, 제45·48·49·50·51대 일본 내각총리대신 | 요시다 시게루 1878년-1969년 일본 외무대신, 제45·48·49·50·51대 일본 내각총리대신 | 요시다 시게루 1878년-1969년 일본 외무대신, 제45·48·49·50·51대 일본 내각총리대신 | 요시다 시게루 1878년-1969년 일본 외무대신, 제45·48·49·50·51대 일본 내각총리대신 |                                            |                                            | 아소 다로 | 아소 다로 | 아소 다로 | 아소 다로 | 아소 다로 | 아소 다로 |        |        |                                                    |                                                    |                                                    |                                                    |                                                    |                                                    |                                                 |                                                 |                                                 |                                                 |
|                                                                                      |                                                                                      |                                                                                      |                                                                                      |                                                                                      |                                                                                      |        |        |                                                                                  |                                                                                  |                                                                                  |                                                                                  |                                                                                  |                                                                                  |                                                                                 |                                                                                 |                                                                                 |                                                                                 |                                            |                                            | | | | | | |        |        |                                                    |                                                    |                                                    |                                                    |                                                    |                                                    |                                                 |                                                 |                                                 |                                                 |
|                                                                                      |                                                                                      |                                                                                      |                                                                                      |                                                                                      |                                                                                      |        |        |                                                                                  |                                                                                  |                                                                                  |                                                                                  |                                                                                  |                                                                                  |                                                                                 |                                                                                 |                                                                                 |                                                                                 |                                            |                                            | | | | | | |        |        |                                                    |                                                    |                                                    |                                                    |                                                    |                                                    |                                                 |                                                 |                                                 |                                                 |
| 요시다 겐이치 1912년-1977년 영문학 번역가, 비평가, 소설가                            | 요시다 겐이치 1912년-1977년 영문학 번역가, 비평가, 소설가                            | 요시다 겐이치 1912년-1977년 영문학 번역가, 비평가, 소설가                            | 요시다 겐이치 1912년-1977년 영문학 번역가, 비평가, 소설가                            | 요시다 겐이치 1912년-1977년 영문학 번역가, 비평가, 소설가                            | 요시다 겐이치 1912년-1977년 영문학 번역가, 비평가, 소설가                            |        |        | 가즈코                                                                           | 가즈코                                                                           | 가즈코                                                                           | 가즈코                                                                           | 가즈코                                                                           | 가즈코                                                                           |                                                                                 |                                                                                 |                                                                                 |                                                                                 |                                            |                                            | 아소 다카키치 1911년-1980년 사업가, 정치인, 아소 시멘트 회장                                                             | 아소 다카키치 1911년-1980년 사업가, 정치인, 아소 시멘트 회장                                                             | 아소 다카키치 1911년-1980년 사업가, 정치인, 아소 시멘트 회장                                                             | 아소 다카키치 1911년-1980년 사업가, 정치인, 아소 시멘트 회장                                                             | 아소 다카키치 1911년-1980년 사업가, 정치인, 아소 시멘트 회장                                                             | 아소 다카키치 1911년-1980년 사업가, 정치인, 아소 시멘트 회장                                                             |        |        | 스즈키 젠코 1911년-2004년 제70대 일본 내각총리대신 | 스즈키 젠코 1911년-2004년 제70대 일본 내각총리대신 | 스즈키 젠코 1911년-2004년 제70대 일본 내각총리대신 | 스즈키 젠코 1911년-2004년 제70대 일본 내각총리대신 | 스즈키 젠코 1911년-2004년 제70대 일본 내각총리대신 | 스즈키 젠코 1911년-2004년 제70대 일본 내각총리대신 |                                                 |                                                 |                                                 |                                                 |
| 요시다 겐이치 1912년-1977년 영문학 번역가, 비평가, 소설가                            | 요시다 겐이치 1912년-1977년 영문학 번역가, 비평가, 소설가                            | 요시다 겐이치 1912년-1977년 영문학 번역가, 비평가, 소설가                            | 요시다 겐이치 1912년-1977년 영문학 번역가, 비평가, 소설가                            | 요시다 겐이치 1912년-1977년 영문학 번역가, 비평가, 소설가                            | 요시다 겐이치 1912년-1977년 영문학 번역가, 비평가, 소설가                            |        |        | 가즈코                                                                           | 가즈코                                                                           | 가즈코                                                                           | 가즈코                                                                           | 가즈코                                                                           | 가즈코                                                                           |                                                                                 |                                                                                 |                                                                                 |                                                                                 |                                            |                                            | 아소 다카키치 1911년-1980년 사업가, 정치인, 아소 시멘트 회장                                                             | 아소 다카키치 1911년-1980년 사업가, 정치인, 아소 시멘트 회장                                                             | 아소 다카키치 1911년-1980년 사업가, 정치인, 아소 시멘트 회장                                                             | 아소 다카키치 1911년-1980년 사업가, 정치인, 아소 시멘트 회장                                                             | 아소 다카키치 1911년-1980년 사업가, 정치인, 아소 시멘트 회장                                                             | 아소 다카키치 1911년-1980년 사업가, 정치인, 아소 시멘트 회장                                                             |        |        | 스즈키 젠코 1911년-2004년 제70대 일본 내각총리대신 | 스즈키 젠코 1911년-2004년 제70대 일본 내각총리대신 | 스즈키 젠코 1911년-2004년 제70대 일본 내각총리대신 | 스즈키 젠코 1911년-2004년 제70대 일본 내각총리대신 | 스즈키 젠코 1911년-2004년 제70대 일본 내각총리대신 | 스즈키 젠코 1911년-2004년 제70대 일본 내각총리대신 |                                                 |                                                 |                                                 |                                                 |
|                                                                                      |                                                                                      |                                                                                      |                                                                                      |                                                                                      |                                                                                      |        |        |                                                                                  |                                                                                  |                                                                                  |                                                                                  |                                                                                  |                                                                                  |                                                                                 |                                                                                 |                                                                                 |                                                                                 |                                            |                                            | | | | | | |        |        |                                                    |                                                    |                                                    |                                                    |                                                    |                                                    |                                                 |                                                 |                                                 |                                                 |
|                                                                                      |                                                                                      |                                                                                      |                                                                                      |                                                                                      |                                                                                      |        |        |                                                                                  |                                                                                  |                                                                                  |                                                                                  |                                                                                  |                                                                                  |                                                                                 |                                                                                 |                                                                                 |                                                                                 |                                            |                                            | | | | | | |        |        |                                                    |                                                    |                                                    |                                                    |                                                    |                                                    |                                                 |                                                 |                                                 |                                                 |
| 미카사노미야 도모히토 왕자 1946년-2012년 미카사노미야 다카히토 친왕의 아들           | 미카사노미야 도모히토 왕자 1946년-2012년 미카사노미야 다카히토 친왕의 아들           | 미카사노미야 도모히토 왕자 1946년-2012년 미카사노미야 다카히토 친왕의 아들           | 미카사노미야 도모히토 왕자 1946년-2012년 미카사노미야 다카히토 친왕의 아들           | 미카사노미야 도모히토 왕자 1946년-2012년 미카사노미야 다카히토 친왕의 아들           | 미카사노미야 도모히토 왕자 1946년-2012년 미카사노미야 다카히토 친왕의 아들           |        |        | 미카사노미야 노부코 공주 1955년- 아소 다카키치의 셋째 딸이자, 아소 다로의 여동생 | 미카사노미야 노부코 공주 1955년- 아소 다카키치의 셋째 딸이자, 아소 다로의 여동생 | 미카사노미야 노부코 공주 1955년- 아소 다카키치의 셋째 딸이자, 아소 다로의 여동생 | 미카사노미야 노부코 공주 1955년- 아소 다카키치의 셋째 딸이자, 아소 다로의 여동생 | 미카사노미야 노부코 공주 1955년- 아소 다카키치의 셋째 딸이자, 아소 다로의 여동생 | 미카사노미야 노부코 공주 1955년- 아소 다카키치의 셋째 딸이자, 아소 다로의 여동생 |                                                                                 |                                                                                 | 아소 다로 1940년- 제92대 일본 내각총리대신                                      | 아소 다로 1940년- 제92대 일본 내각총리대신                                      | 아소 다로 1940년- 제92대 일본 내각총리대신 | 아소 다로 1940년- 제92대 일본 내각총리대신 | 아소 다로 1940년- 제92대 일본 내각총리대신                                                                               | 아소 다로 1940년- 제92대 일본 내각총리대신                                                                               | | | 지카코 | 지카코 | 지카코 | 지카코 | 지카코                                             | 지카코                                             |                                                    |                                                    | 스즈키 슌이치 1953년- 전 자유민주당 중의원 의원    | 스즈키 슌이치 1953년- 전 자유민주당 중의원 의원    | 스즈키 슌이치 1953년- 전 자유민주당 중의원 의원 | 스즈키 슌이치 1953년- 전 자유민주당 중의원 의원 | 스즈키 슌이치 1953년- 전 자유민주당 중의원 의원 | 스즈키 슌이치 1953년- 전 자유민주당 중의원 의원 |
| 미카사노미야 도모히토 왕자 1946년-2012년 미카사노미야 다카히토 친왕의 아들           | 미카사노미야 도모히토 왕자 1946년-2012년 미카사노미야 다카히토 친왕의 아들           | 미카사노미야 도모히토 왕자 1946년-2012년 미카사노미야 다카히토 친왕의 아들           | 미카사노미야 도모히토 왕자 1946년-2012년 미카사노미야 다카히토 친왕의 아들           | 미카사노미야 도모히토 왕자 1946년-2012년 미카사노미야 다카히토 친왕의 아들           | 미카사노미야 도모히토 왕자 1946년-2012년 미카사노미야 다카히토 친왕의 아들           |        |        | 미카사노미야 노부코 공주 1955년- 아소 다카키치의 셋째 딸이자, 아소 다로의 여동생 | 미카사노미야 노부코 공주 1955년- 아소 다카키치의 셋째 딸이자, 아소 다로의 여동생 | 미카사노미야 노부코 공주 1955년- 아소 다카키치의 셋째 딸이자, 아소 다로의 여동생 | 미카사노미야 노부코 공주 1955년- 아소 다카키치의 셋째 딸이자, 아소 다로의 여동생 | 미카사노미야 노부코 공주 1955년- 아소 다카키치의 셋째 딸이자, 아소 다로의 여동생 | 미카사노미야 노부코 공주 1955년- 아소 다카키치의 셋째 딸이자, 아소 다로의 여동생 |                                                                                 |                                                                                 | 아소 다로 1940년- 제92대 일본 내각총리대신                                      | 아소 다로 1940년- 제92대 일본 내각총리대신                                      | 아소 다로 1940년- 제92대 일본 내각총리대신 | 아소 다로 1940년- 제92대 일본 내각총리대신 | 아소 다로 1940년- 제92대 일본 내각총리대신                                                                               | 아소 다로 1940년- 제92대 일본 내각총리대신                                                                               | | | 지카코 | 지카코 | 지카코 | 지카코 | 지카코                                             | 지카코                                             |                                                    |                                                    | 스즈키 슌이치 1953년- 전 자유민주당 중의원 의원    | 스즈키 슌이치 1953년- 전 자유민주당 중의원 의원    | 스즈키 슌이치 1953년- 전 자유민주당 중의원 의원 | 스즈키 슌이치 1953년- 전 자유민주당 중의원 의원 | 스즈키 슌이치 1953년- 전 자유민주당 중의원 의원 | 스즈키 슌이치 1953년- 전 자유민주당 중의원 의원 |
|                                                                                      |                                                                                      |                                                                                      |                                                                                      |                                                                                      |                                                                                      |        |        |                                                                                  |                                                                                  |                                                                                  |                                                                                  |                                                                                  |                                                                                  |                                                                                 |                                                                                 |                                                                                 |                                                                                 |                                            |                                            | | | | | | |        |        |                                                    |                                                    |                                                    |                                                    |                                                    |                                                    |                                                 |                                                 |                                                 |                                                 |
|                                                                                      |                                                                                      |                                                                                      |                                                                                      |                                                                                      |                                                                                      |        |        |                                                                                  |                                                                                  |                                                                                  |                                                                                  |                                                                                  |                                                                                  |                                                                                 |                                                                                 |                                                                                 |                                                                                 |                                            |                                            | | | | | | |        |        |                                                    |                                                    |                                                    |                                                    |                                                    |                                                    |                                                 |                                                 |                                                 |                                                 |
| 미카사노미야 아키코 공주 1981년- 옥스퍼드 대학에서 미술 관련 논문으로 박사 학위 취득 | 미카사노미야 아키코 공주 1981년- 옥스퍼드 대학에서 미술 관련 논문으로 박사 학위 취득 | 미카사노미야 아키코 공주 1981년- 옥스퍼드 대학에서 미술 관련 논문으로 박사 학위 취득 | 미카사노미야 아키코 공주 1981년- 옥스퍼드 대학에서 미술 관련 논문으로 박사 학위 취득 | 미카사노미야 아키코 공주 1981년- 옥스퍼드 대학에서 미술 관련 논문으로 박사 학위 취득 | 미카사노미야 아키코 공주 1981년- 옥스퍼드 대학에서 미술 관련 논문으로 박사 학위 취득 |        |        | 미카사노미야 요코 공주 1983년-                                                   | 미카사노미야 요코 공주 1983년-                                                   | 미카사노미야 요코 공주 1983년-                                                   | 미카사노미야 요코 공주 1983년-                                                   | 미카사노미야 요코 공주 1983년-                                                   | 미카사노미야 요코 공주 1983년-                                                   |                                                                                 |                                                                                 |                                                                                 |                                                                                 |                                            |                                            | | | | | | |        |        |                                                    |                                                    |                                                    |                                                    |                                                    |                                                    |                                                 |                                                 |                                                 |                                                 |